# جسر ذو عوارض

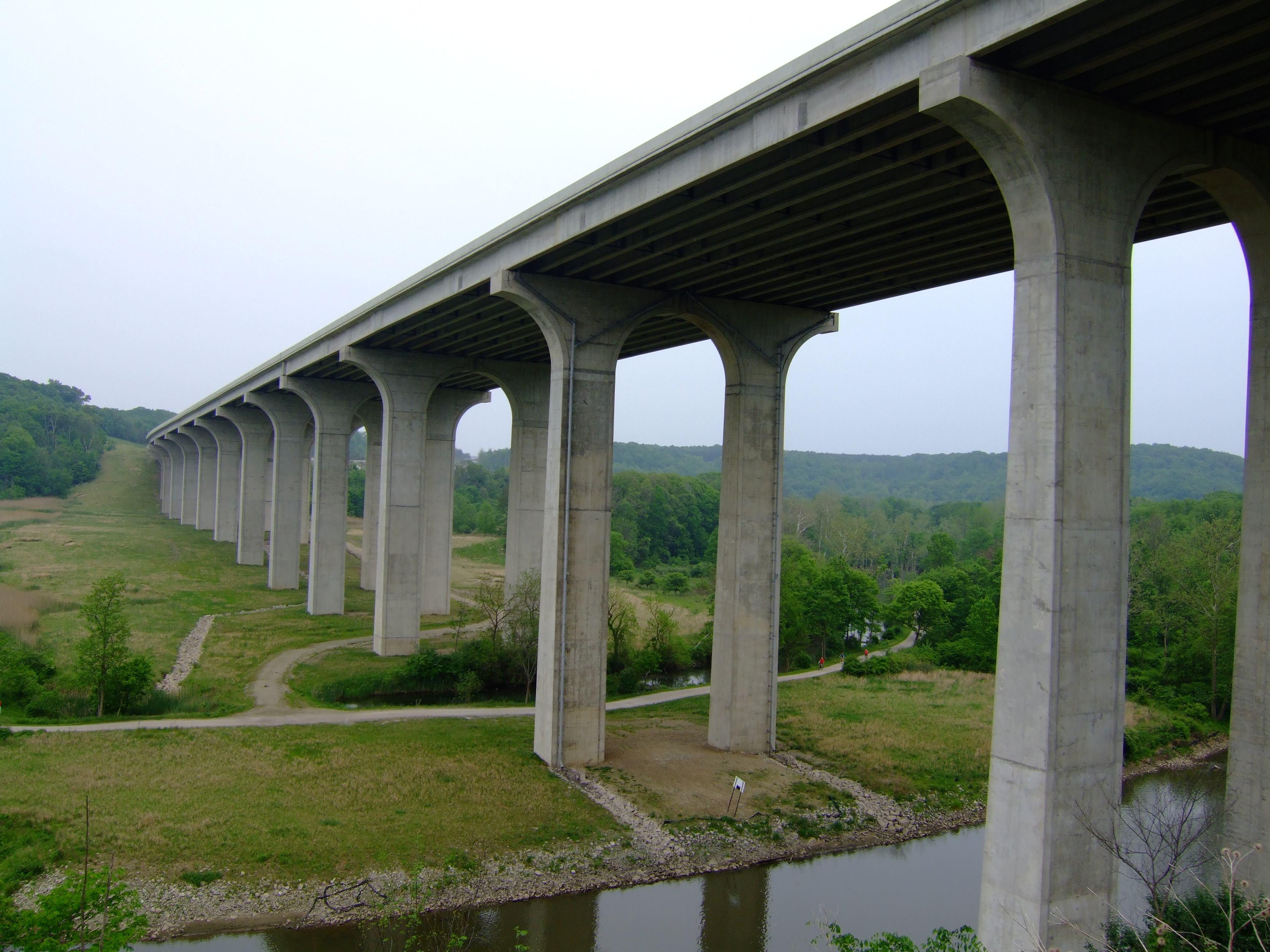
جسر ذو عوارض في الولايات المتحدة.

الجسر المُعرَّض أو قنطرة ذات عوارض أو الجسور ذات العوارض أو جسر ذو روافد (بالإنجليزية: Girder bridge) هي نوع من الجسور المبنية من عوارض وموضوعة على دعامات وأرصفة الأساس. تعتبر الجسور ذات العوارض الأكثر استخداما وإنشاء في العالم، والتي تستخدم بالعادة لعبور الأنهر أو الممرات المائية بشكل بسيط. وغالبا ما يشار إلى الجسر ذو العوارض بجسر ذو كمرات.

## التصميم
هناك نوعان من هذه الجسور: 

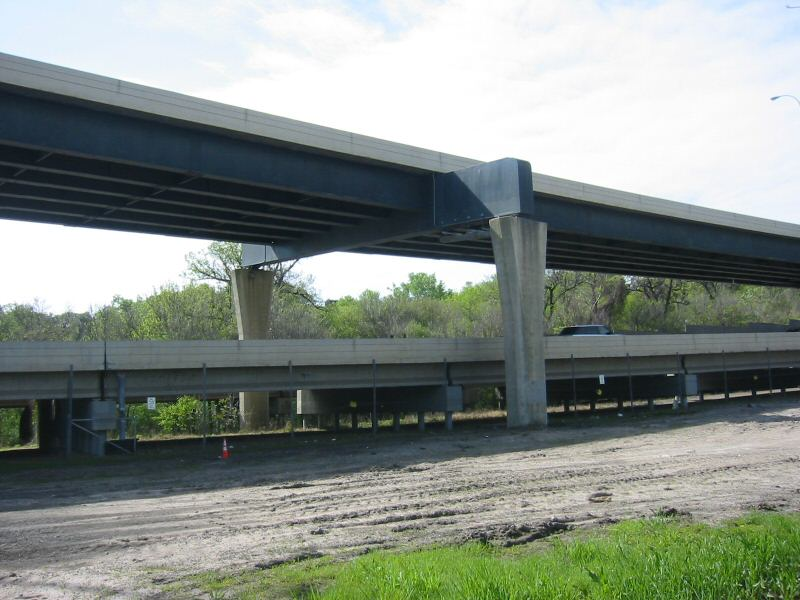
نوعان من الجسور ذات العوارض.

- الجسور الخرسانية المسلحة ذات العوارض
- الجسور الخرسانية ذات العوارض الصندوقية (Concrete Box Girders)

يتكون النوع الأول من بلاطة خرسانية تستند على عارضتين خرسانيتين ويمكن أن تتوضع البلاطة أعلى العارضتين أو بينهما تتراوح البحور لهذا الأخير بين 9 م و 18 م وهذا النوع غير اقتصادي من أجل الطرق العريضة ويقتصر إستعماله عادة على عروض تصل حتى 7 م وتكون العوارض بعرض يتراوح بين 450 مم إلى 760 مم وعمق يتراوح بين 1220 مم و 1830 مم. أما الثاني فيتكون القسم العلوي من عارضة صندوقية واحدة بخلية واحدة أو أكثر.